# Krestonien

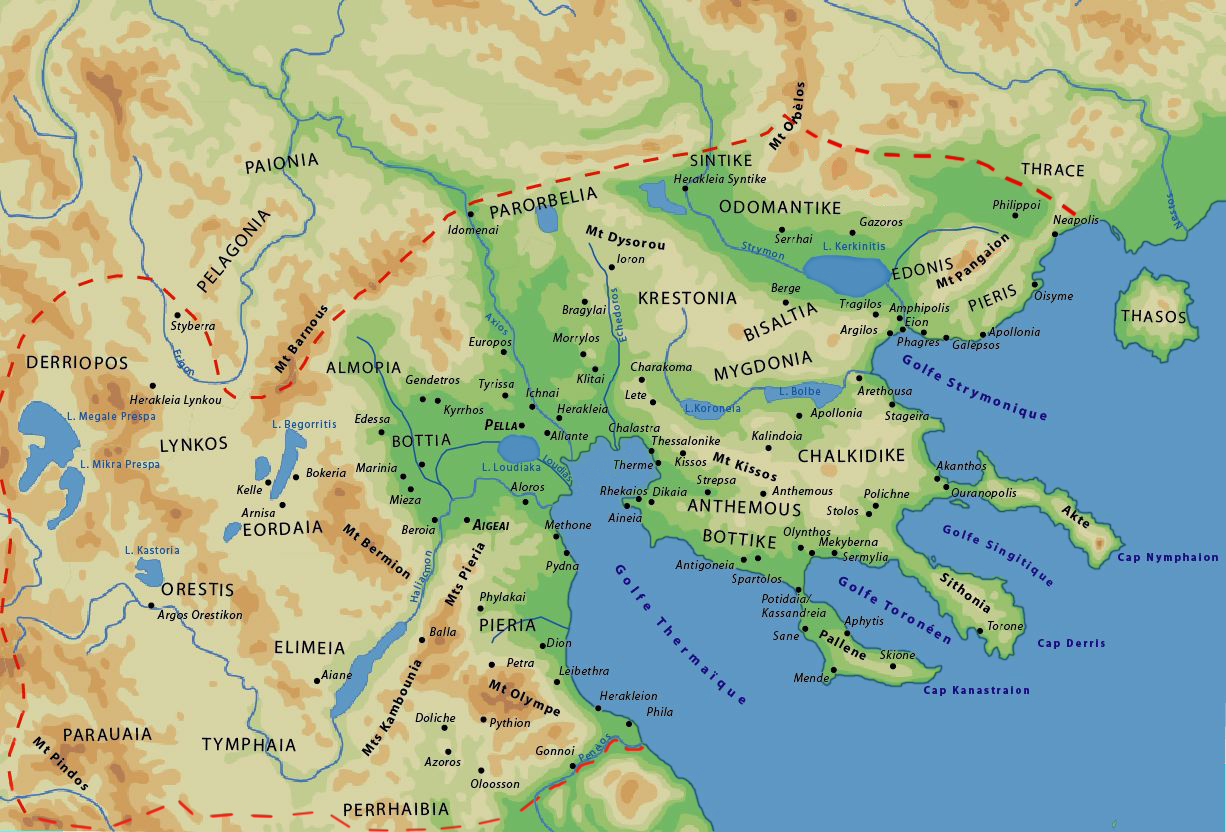
Krestonien

Krestonien eller Krestonika (grekiska: Κρηστωνία) var en antik region strax norr om Mygdonien. Floden Echeidoros, som rann genom Mygdonien in i Thermiska viken, hade sin källa i Krestonien. Den beboddes delvis av rester av pelasgierna, som talade ett annat språk än sina grannar (thraker och paionier; senare även makedonier och hellener).
Det största städerna i Krestonien var Kreston (Krestone) och "Gallicum" (romaniserat namn). Regionen hölls, tillsammans med Mygdonien, av paionierna ett tag, senare av thrakerna. Vid tiden för Xerxes I:s av Persien invasion, styrdes Krestonien av en självständig thrakisk prins (Herodotos, 8. 116). Vid tiden för peloponnesiska krigets inledning hade Krestonien blivit annekterat av kungariket Makedonien.
Idag ligger det antika Krestonien i prefekturerna Kilkis och en del av norra Thessaloniki i Grekland.